# Christoph Sanders
Christoph Sanders, né le 21 avril 1988 à Hendersonville en Caroline du Nord (États-Unis), est un acteur américain.
Il est principalement connu pour ses rôles dans les séries télévisées Ghost Whisperer (2008–2010) et C'est moi le chef ! (2011–2021).

## Carrière
En 2008, il rejoint la série Ghost Whisperer. Il reprend le rôle de Ned Banks, qui était auparavant détenu par Tyler Patrick Jones, lorsque les producteurs ont décidé de vieillir le personnage de quelques années.

## Filmographie

### Cinéma
- 2006 : Ricky Bobby : Roi du circuit :  Livreur de pizza
- 2007 : Family of the year :  Mark Anderson
- 2008 : Hounddog : "Wooden's Boy" (Garçon de bois)
- 2009 : Blondes pour la vie : Brad
- 2011 : Time Out : Nixon
- 2019 : Big Kill : Jim Andrews
- 2020 : Faith Based : Hoyt

### Télévision
- 2007–2010 : Ghost Whisperer : Ned Banks (49 épisodes)
- 2010 : Le Secret d'Eva (Lies in Plain Sight) (téléfilm) : Christian
- 2010 : Paire de rois : Tristan
- 2011 : Les Experts : Kurt Dawson
- 2011–2021 : C'est moi le chef ! : Kyle Anderson (186 épisodes)